# (7129) 1991 VE1
(7129) 1991 VE1 (1991 VE1, 1982 UM9, 1986 UN1) — астероїд головного поясу, відкритий 4 листопада 1991 року.
Тіссеранів параметр щодо Юпітера — 3,311.